# František Listopad
František Listopad (Geburtsname Jiří Synek, in Portugal Jorge Listopad) (* 26. November 1921 in Prag; † 1. Oktober 2017 in Lissabon) war tschechischer und portugiesischer Schriftsteller, Regisseur und Mitbegründer der Tageszeitung Mladá fronta (Junge Front).

## Leben
1939 legte Listopad seine Abiturprüfung ab und arbeitete im Verlag Linhart. Während des Zweiten Weltkrieges gehörte er der Widerstandsbewegung an. Nach dem Krieg begann er mit dem Studium der Philosophie an der Prager Universität im Fach Ästhetik und Literaturwissenschaften. Nach der Machtübernahme durch die Kommunisten 1948 ging Listopad nach Paris, arbeitete dort als Handwerker und Journalist, später als Regisseur beim ORTF. 1959 siedelte Listopad nach Portugal um, wo er seit seiner Einbürgerung 1962 Jorge Listopad hieß.
In Frankreich arbeitete er für den Rundfunk und Fernsehen. Seit 1959 arbeitete er in Portugal als Universitätsprofessor an der Technischen Universität Lissabon zunächst als Professor der slawischen Kultur und Anthropologie, 1975 bis 1977 als Direktor des Instituto Superior de Ciencias Sociais e Políticas. 1982 nahm er die Stelle des Direktors an der portugiesischen Theater- und Filmhochschule an. Gleichzeitig wurde er zum bekannten Fernseh-, Theater- und Opernregisseur. Von 1984 bis 1987 war er Direktor und Dramaturg des Studio, einem Ableger des portugiesischen Nationaltheaters.

## Werke
Bis zu seiner Emigration gehörte er gemeinsam mit Jan Grossman und Jaromír Hořec zum dynamoarchaischen Dichterzirkel der Mladá fronta.

## Mitgliedschaften
- Verband portugiesischer Schriftsteller
- Obec spisovatelů (Tschechischer Schriftstellerverband)

## Werk

### Poesie
- „Sláva uřknutí“ (1945)
- „Vzduch“ (1948)
- „Svoboda a jiné ovoce“ (1956)
- „Černý bílý, nevím“ (Köln, 1973)
- „Nástroje paměti“ (München, 1982)
- „Soukromé sklenářství v Brně“ (1991)
- „Final Rondi“ (1992)
- „Oprava houslí a kytar“ (1996)
- „Krleš“ (1998)
- „Příští poezie“ (2001)
- „Milostná stěhování“ (2001)
- «Terra é carvão e limões» (portugiesischer Titel, deutsch: „Die Erde ist Kohle und Zitronen“, zweisprachig: tschechisch/deutsch), aus dem Tschechischen von Eduard Schreiber. Mit einem Nachwort des Übersetzers und einer Titelgrafik von Ludvík Kundera, hochroth Verlag, Berlin 2014. ISBN 978-3-902871-49-7, Textauszug.

### Prosa
- „První věta“
- „Malé lásky“ (1947)
- „Jarmark“
- „Boj o Venezuelu“ (1947)
- „Umazané povídky“ (1955)
- „Zlý pes bez zahrady“ (1996)
- „Chinatown s Rózou“ (2001)
- „Kaninchen“, 2007, Corvinus Presse Berlin, aus dem Tschechischen übersetzt von Eduard Schreiber, mit Linolschnitten von Zoppe Voskuhl, ISBN 978-3-910172-98-2.

### Essays
- „Tristan čili zrada vzdělance“ (Wien, 1954)
- „Byty a prostory“ (München, 1958)
- „Tristan z města do města“ (1997)
  - Deutsch: „Tristan. Der Tod des Intellektuellen“, Übersetzt und mit einem Nachwort von Eduard Schreiber, Matthes & Seitz Berlin, Berlin 2010, ISBN 978-3-88221-546-5.

### Anthologien
- „Daleko blízko“ (1993)
- „První věty“ (1996)